# Orkiestra 1 Dywizji Kawalerii
Orkiestra 1 Dywizji Kawalerii (ang. 1st Cavalry Division Band) – orkiestra wojskowa; drugi obok Oddziału Kawalerii Konnej pododdział reprezentacyjny 1 Dywizji Kawalerii armii Stanów Zjednoczonych, przydzielony do dowództwa 1 Dywizji, aktywowana w 1945 roku.

## Historia
Początki, lata 1855–1921
1st Cavalry Band została utworzona 3 marca 1855 w 2 pułku kawalerii i jest jedną z najstarszych jednostek 1 Dywizji Kawalerii. W grudniu tego samego roku jednostka została zorganizowana w Campo Verde w Teksasie. 29 marca 1861 w obliczu wojny secesyjnej orkiestra wraz z 2 pułkiem kawalerii opuściła ostatni posterunek w Teksasie – Fort Mason, który został przekazany władzom konfederackim Teksasu. Po przybyciu do Carlisle Barracks w Pensylwanii 2 pułk został zreorganizowany i przydzielony do unijnej Armii Potomaku zorganizowanej pod dowództwem generała majora George’a McClellana.
Członkowie orkiestry jako żołnierze piechoty 21 lipca 1861 stoczyli swoją pierwszą bitwę podczas wojny secesyjnej o Bull Run, a ostatnią w składzie 2 pułku kawalerii. Aktem kongresu z 3 sierpnia 1861 i rozkazem generalnym z 10 sierpnia 1861 2 pułk kawalerii USA został zreorganizowany i wraz z orkiestrą został przekształcony w 5 pułk kawalerii. Zreorganizowana jako 5th Cavalry Regiment Band wspierała pułk podczas wojny w grudniu 1866. Po zakończeniu wojny domowej orkiestra została rozwiązana w Camp Sedgwick w Waszyngtonie. Trzy lata później, w 1869 orkiestra została odtworzona, zreorganizowana i przydzielona do 5 pułku kawalerii. W latach 1869–1877 uczestniczyła w wojnach z Indianami, przeciwko Siuksom, Szejenom, Ute i Apaczom. W 1916 orkiestra wzięła udział w walkach przeciwko Meksykanom w składzie sił ekspedycyjnych generała Pershinga.
18 grudnia 1922 5 pułk kawalerii wraz z orkiestrą został przydzielony do 1 Dywizji Kawalerii, która została zorganizowana w 1921 r.
II wojna światowa, 1941–1945
Orkiestra pozostała z 5 pułkiem kawalerii do 3 czerwca 1945, została zreorganizowana i dokompletowana muzykami z resztek orkiestr trzech jednostek: 5 i 7 pułku kawalerii oraz orkiestry 1 Brygady Artylerii. Orkiestra została przydzielona do 1 Dywizji Kawalerii, a pierwszym miejscem dyslokacji był Camp Drake niedaleko Tokio w Japonii. Orkiestra promowała amerykańską muzykę popularną wzmacniając morale zarówno wśród żołnierzy amerykańskich jak i Japończyków w okresie powojennym.
Wojna koreańska, 1950–1952
18 lipca 1950 1 Dywizja Kawalerii została skierowana do Korei. Początkowo planowano lądowanie desantowe w Inczon, jednak nastąpiło to  na południowo-wschodnim wybrzeżu Korei w porcie Pohang, 80 mil na północ od Pusan. Wraz z wybuchem wojny koreańskiej muzycy orkiestry zamienili instrumenty na broń i razem z żołnierzami 1 Dywizji, brali udział w walkach, podobnie jak to miało miejsce w poprzednich działaniach wojennych.

## Kampanie i wyróżnienia
Wstęgi
| Konflikt                | Wstęga | Kampania | Kampania |                  |
| ----------------------- | ------ | --- | --- | ---------------- |
| Wojna z indianami       |        | Wojna z Apaczami Little Big Horn Wojna z Banokami Wojna z Szejenami Wojna z Ute Teksas 1856 | Teksas 1860 Oklahoma 1858 Oklahoma 1859 Arizona 1872 Arizona 1874                                                                             |                  |
| Wojna secesyjna         |        | II bitwa nad Bull Run Kampania półwyspowa Bitwa nad Antietam I bitwa pod Fredericksburgiem Bitwa pod Chancellorsville Bitwa pod Gettysburgiem Bitwa w dziczy Bitwa pod Spotsylvanią Bitwa pod Cold Harbor | Petersburg Shenandoah Appomattox Wirginia 1861 Wirginia 1862 Wirginia 1863 Wirginia 1864 Maryland 1863                                        |                  |
| Ekspedycja Meksykańska  |        | Mexico 1916–1917 | Mexico 1916–1917 | Mexico 1916–1917 |
| Asiatic-Pacific Theater |        | Walki na Nowej Gwinei Walki o Archipelag Bismarcka (z grotem) | Leyte (z grotem) Luzon |                  |
| Wojna koreańska         |        | UN Defensive UN Offensive CCF Intervention First UN CounterOffensive | CCF Spring Offensive UN Summer-Fall Offensive Second Korean Winter                                                                            |                  |
| Wojna wietnamska        |        | Defense Counteroffensive Counteroffensive, Phase II Counteroffensive, Phase III Tet Counteroffensive Counteroffensive, Phase IV Counteroffensive, Phase V                                                 | Counteroffensive, Phase VI Tet 69/Counteroffensive Summer-Fall 1969 Winter-Spring 1970 Sanctuary Counteroffensive Counteroffensive, Phase VII |                  |

Medale
- Meritorious Unit Commendation
- wietnamski Krzyż Waleczności – 3-krotnie
- Philippines Presidential Unit Citation
- grecki Krzyż Męstwa